# Илет (река)
Илет (Ялчик) (на руски: Илеть; на марийски: Элнет; на татарски: Илләт) е река в Република Марий Ел и Република Татарстан на Русия, ляв приток на Волга. Дължина 204 km. Площ на водосборния басейн 6450 km².
Река Илет води началото си от южните части на възвишението Вятски Увал, на 180 m н.в., на 3 km югозападно от село Курбатово в източната част на Република Марий Ел. Тече в югозападна посока (последните около 40 km в южна посока) през най-източната част на Волжко-Ветлужката низина. Малък участък от средното ѝ течение, на протежение около 20 km преминава през северозападната част на Република Татарстан. В горното течение протича в долина с ниски брегове, а в долното – в широка и заблатена долина, но с по-високи брегове, в която силно меандрира. Влива се отляво в река Волга (в „опашката“ на Куйбишевското водохранилище), при нейния 1875 km, на 45 m н.в., на 7 km северозападно от град Волжск, в най-южната част на Република Марий Ел. Основни притоци: леви – Шора (52 km), Ашит (89 km), Петялка (58 km); десни – Юшут (108 km). Има смесено подхранване с преобладаване на снежното. Заледява се в средата на ноември, а се размразява в средата на април. По течението ѝ са разположени предимно малки населени места, в т.ч. селището от градски тип Красногорски в Република Марий Ел.